# Něrechta (přítok Kljazmy)
Něrechta je řeka ve Vladimirské oblasti Ruské federace, pravý přítok Kljazmy. Je dlouhá 49 kilometrů a rozloha jejího povodí je 415 čtverečních kilometrů. Začíná jižně od Ivanova a teče zhruba na sever. Do Kljazmy se vlévá západně od Kovrova.